# Església Yurrita
L'església Yurrita o capella de la Mare de Déu de les Angoixes és un temple catòlic situat a Ciutat de Guatemala. Va ser construït entre 1927 i 1941 per Felipe Yurrita Castañeda, originari d'Arévalo, Àvila, Espanya.

## Història
El 18 d'abril de 1902 es va produir l'erupció del volcà Santa María, al departament occidental de San Marcos, Guatemala. L'erupció va causar una inundació de cendra, lava i sorra que va atrapar a la familia Yurrita a la seva finca de cafè «El Ferrol». La família i treballadors van establir un santuari improvisat a la Mare de Déu de les Angoixes, que creuen que els va salvar després de l'erupció. Per donar gràcies a la Mare de Déu, Felipe Yurrita Castañeda (1874-1941) va començar a construir el temple el 18 d'abril de 1927, sent inaugurat el 15 de juny de 1941, cinc mesos abans de la seva mort.

## Descripció
La construcció té un estil arquitectònic barroc mixt, amb elements romàntics i neobizantins així com un color vermell maó en el seu exterior. L'altar major i la porta principal son de fusta. Posseeix una torre d'estil neogòtic de 25 metres d'alçada. Disposa de diversos vitralls que representen el Via Crucis, així com una plaqueta que reconeix la feina dels mestres guatemalencs Félix i Regino Velásquez, encarregats d'executar l'obra.